# Palomas (Comerío)
Palomas es un barrio ubicado en el municipio de Comerío en el estado libre asociado de Puerto Rico. En el Censo de 2010 tenía una población de 4719 habitantes y una densidad poblacional de 459,76 personas por km².

## Geografía
Palomas se encuentra ubicado en las coordenadas 18°14′0″N 66°14′28″O / 18.23333, -66.24111. Según la Oficina del Censo de los Estados Unidos, Palomas tiene una superficie total de 10.26 km², de la cual 10.25 km² corresponden a tierra firme y (0.15%) 0.02 km² es agua.

## Demografía
Según el censo de 2010, había 4719 personas residiendo en Palomas. La densidad de población era de 459,76 hab./km². De los 4719 habitantes, Palomas estaba compuesto por el 79.4% blancos, el 9.28% eran afroamericanos, el 0.66% eran amerindios, el 0.15% eran asiáticos, el 8.52% eran de otras razas y el 1.99% pertenecían a dos o más razas. Del total de la población el 99.79% eran hispanos o latinos de cualquier raza.